# 가구야 공주 이야기
가구야 공주 이야기(일본어: かぐや姫の物語) 또는 카구야 공주 이야기는 일본의 스튜디오 지브리가 제작한 애니메이션 영화이다. 캐치프라이즈는 「공주가 지은 죄와 벌」.

## 개요
일본의 고전 설화 다케토리 이야기를 원작으로 하며, 타카하타 이사오 감독이 원안, 각본, 감독을 맡았다.

## 줄거리
깊은 산속 마을의 할아버지는 우연히 빛나는 대나무 속에서 여자 아이를 발견하고 집으로 데려온다. 빠른 속도로 성장하는 신비로운 아이의 이름은 ‘가구야’. 그녀의 미모는 널리 소문이 퍼져, 장안의 내로라 하는 귀공자 5명이 청혼을 해오고, 급기야 황제까지 ‘가구야’에게 관심을 보이기 시작한다. 하지만 ‘가구야’는 산속 마을에서의 첫사랑 ‘스테마루’를 잊지 못하고 그를 찾아가 누구에게도 말하지 않았던 비밀을 털어놓는다.

## 성우
- 아사쿠라 아키
- 코라 켄고
- 아사오카 유키지
- 이주인 히카루
- 카미카와 타카야
- 치이 타케오
- 미야모토 노부코
- 나카다이 타츠야
- 나카무라 시치노수케
- 타바타 토모코
- 타카하타 아츠코
- 타테카와 시노스케
- 우자키 류도

## 제작
2005년에 제작이 결정되었다. 2008년에는 다카하타 이사오 감독이 신작 장편 만화영화를 제작중이라는 사실이 발표됐다. 2012년 12월 13일 미야자키 하야오 감독의 바람이 분다와 동시에 공개한다고 발표됐지만, 제작이 지연됐다.

## 스태프
- 원작 - 다케토리 이야기
- 원안·감독 - 타카하타 이사오
- 각본 - 다카하타 이사오, 사카구치 리코
- 음악 - 히사이시 조
- 미술 - 오가 카즈오
- 제작 - 지브리 스튜디오